# Typhloroncus xilitlensis
Espèce
Typhloroncus xilitlensis est une espèce de pseudoscorpions de la famille des Ideoroncidae.

## Distribution
Cette espèce est endémique du San Luis Potosí au Mexique. Elle se rencontre à Xilitla dans la grotte Sótano de Huitzmolotitla.

## Description
La femelle holotype mesure 4,18 mm.

## Étymologie
Son nom d'espèce, composé de xilitl[a] et du suffixe latin -ensis, « qui vit dans, qui habite », lui a été donné en référence au lieu de sa découverte, Xilitla.

## Publication originale
- Muchmore, 1986 : Additional pseudoscorpions, mostly from caves, in Mexico and Texas (Arachnida: Pseudoscorpionida). Texas Memorial Museum Speleological Monograph, vol. 1, no 1, p. 17-30 (texte intégral).